# Eleccions legislatives de Mongòlia de 2016
Les eleccions legislatives de Mongòlia de 2016 van ser unes eleccions que es van celebrar a Mongòlia el 29 de juny de 2016 per escollir els setanta-sis diputats de la Gran Jural de l'Estat.
El partit demòcrata, que governava fins aleshores, va perdre davant el Partit del Poble de Mongòlia, conservant només 9 dels 76 escons al Gran Jural de l'Estat. Tot i que van perdre menys del 2% del vot, una nova llei electoral aprovada pel mateix Partit Demòcrata per promoure la política bipartidista, juntament amb un augment del 14% del PPM, va acabar fent-los perdre 25 dels 34 seients. Com a resultat, el PPM va aconseguir una supermajoria amb 65 de 76 escons.